# Šemša
Šemša é um município da Eslováquia, situado no distrito de Košice-okolie, na região de Košice. Tem 17,17 km² de área e sua população em 2018 foi estimada em 844 habitantes.

## Demografia
| Ano:        | 1994 | 2004   | 2014   | 2024    |
| ----------- | ---- | ------ | ------ | ------- |
| Broj ljudi: | 803  | 730    | 786    | 1020    |
| Razlika:    |      | -9,09% | +7,67% | +29,77% |

| Ano:               | 2023 | 2024   |
| ------------------ | ---- | ------ |
| Número de pessoas: | 1012 | 1020   |
| Diferença:         |      | +0,79% |